# Sergio Corona (actor argentino)
Sergio Néstor Corona (n. Buenos Aires; 9 de diciembre de 1933 - f. ib., 29 de julio de 2007) fue un actor argentino de cine y de teatro, ámbito este en el que trabajó principalmente.

## Carrera profesional
Se inició en el teatro independiente Nuevo Teatro, junto a Alejandra Boero, Pedro Asquini, Héctor Alterio, Agustín Alezzo, Enrique Pinti y Augusto Fernandes. Durante un extenso período integró el elenco del Teatro General San Martín y trabajó, entre otras obras, en Escenas de la calle, El casamiento de Laucha, El alcalde de Zalamea y Don Juan. Dirigido por Adolfo Marsillach trabajó también en teatros de España. 
En 1951 actuó en la obra teatral Bajo fondo, de Máximo Gorki, en el Nuevo Teatro acompañando a Héctor Alterio, Pedro Asquini, Alejandra Boero, Enio Echenique, Isidro Fernán Valdés y Carlos Gandolfo
En 1962 actuó en la obra teatral El décimo hombre, de Paddy Chayefsky, en el Teatro San Telmo acompañando a Norma Aleandro, Eithel Bianco, José Canosa, Juan Carlos Gené, Alejandro Oster, Francisco Rullán, Rodolfo Salerno dirigidos por Oscar Feller y con escenografía de Luis Diego Pedreira.
Participó del estreno de la obra El avión negro en el Teatro Regina el 29 de julio de 1970, con dirección de Héctor Gióvine, escenografía de María Julia Bertotto y Jorge Sarudiansky, junto a Marta Alessio, Alberto Busaid, Ulises Dumont, Julio López, Graciela Martinelli, Oscar Viale y otros.
En 1975 actuó en la obra teatral La venganza de Don Mendo, de Muñoz Seca, en el teatro Lassalle acompañando a Adriana Aizemberg, Héctor Aure, Ana María Caso, Mario Luciani, Carlos Núñez Cortés, Horacio Peña, Juan Carlos Puppo, Nya Quesada, Chela Ruiz y Tincho Zabala, dirigidos por Norma Aleandro.
En 1980 actuó en la obra teatral El pibe de oro, de Clifford Odets, en el Teatro General San Martín acompañando a Hilda Blanco, Roberto Carnaghi, Alfredo Duarte, Gerardo Gandini, Adrián Ghío, Patricia Gilmour y Pepe Novoa dirigidos por Alejandra Boero.
En 1987 actuó en la obra teatral El loco y la monja, de Stanislaw Ignacy Witkiewicz, acompañando a Horacio Peña, Ingrid Pelicori, Juan Carlos Pérez Sarre, Márgara Alonso y Osvaldo de Marco
En 1983 actuó en el Teatro General San Martín con dirección de José María Paolantonio en la obra  Pasión y muerte de Silverio Leguizamón de Bernardo Canal Feijóo, acompañando a Graciela Araujo, Pachi Armas, Hilda Suárez, Alfonso de Grazia, Ana Itelman, Graciela Martinelli, Luis Ordaz, Isabel Quinteros, Rafael Rinaldi, Jorge Varas y Leopoldo Verona.
En 1997 trabajó en Trilogía del veraneo, en el Teatro General San Martín junto a Daniel Chame, Verónica Llinás, Adriana Aizenberg, Joaquín Bonet, Juan Andrés Braceli, Aldo Braga, Hugo Caprera, Juan Carlos Puppo, Lidia Catalano, Gabriel Chame Buendia, Divina Gloria, Rubén Cuesta, Sergio Gambetta, Leonardo Garvie, Adriana Goldbaum, Rodolfo Ibaceta, Verónica Limas, Mía Maestro, Emilia Mazer, Favio Posea, Adrián Yospe y Luis Ziembroski.

## Filmografía
Actor
- De mi barrio con amor (1996)
- Facundo, la sombra del tigre (1995)
- Las esclavas  (1987) …Cliente 2 en sauna
- Memorias y olvidos (1987)
- Cantaniño cuenta un cuento (1979)
- La cosecha (1970) (filmada en 1966)
- Somos los mejores (1968)
- Cómo seducir a una mujer (1967)
- Dos en el mundo (1966)
- Pajarito Gómez -una vida feliz- (1965)
- Viaje de una noche de verano (1965)
- La terraza (1963)
- Héroes de hoy (1960)
- El negoción (1959)
- El negoción (en 16 mm) (1958)

Obras teatrales
- Los últimos días de Emmanuel Kant contados por E.T.A Hoffmann
- Seis personajes en busca de autor
- Trilogía del veraneo
- El movimiento continuo
- Trescientas millones
- El barrio del Ángel Gris
- El burlador de Sevilla
- El loco y la monja
- Veraneantes
- Galileo Galilei
- Pasión y muerte de Silverio Leguizamón
- El casamiento de Laucha
- Lysistrata
- Una corona para Sansón
- Androcles y el león
- El avión negro